# Atopsyche milenae
Atopsyche milenae är en nattsländeart som beskrevs av Sykora 1991. Atopsyche milenae ingår i släktet Atopsyche och familjen Hydrobiosidae. Inga underarter finns listade i Catalogue of Life.